# ビストロOJI
ビストロOJI（ビストロおじ）は、東京都杉並区上荻に所在する歴史的建造物（民家）でレストランを兼ねている。2002年（平成14年）2月14日、国の登録有形文化財（建造物）に登録された。

## 概要
1924年（大正13年）、愛媛県南予出身の末光績（すえみついさお）によって、自身の住宅として建てられた。末光績は札幌農学校に進学し、卒業後、帰郷して松山農業学校に勤務。後に同校の校長を務めた。その後、東京大学で学び、卒業後は明治大学教授、恵泉女学園教授などを歴任した教育者だった。
学生時代、札幌で過ごした時期に洋館建てを見て憧れていた。1923年（大正12年）に発生した関東大震災をきっかけにして、現在地周辺の区画整理事業によって土地を購入することができた。学生時代からの憧れだった洋館建てを建てることになり、自ら設計し、郷里から棟梁を呼び寄せ、洋館建てを完成させた。
1973年（昭和48年）、三男の末光深海（すえみつふかみ）によって洋館建ての活用法が検討され、レストランを開く決心をし、1階のテラス周りの改修を行いレストランを開業。現在も利用されている。

## 沿革
- 1923年（大正12年）9月1日 - 関東大震災発生。
- 1924年（大正13年）
  - 関東大震災後、区画整理事業により整理された土地を購入。
  - 末光績自らの設計により建築。
- 1973年（昭和48年） - 末光績の三男・深海が1階のテラスを改修し、レストランを開業。
- 2002年（平成14年）2月14日 - 登録有形文化財(建造物)に登録される。

## 建築概要
- 所在地 - 東京都杉並区上荻二丁目24番18号
- 竣工年 - 1924年（大正13年）
- 敷地面積 - 不詳
- 建物構造 - 木造2階建、スレート葺
- 建築面積 - 117m2
- 延床面積 - 不詳
- 設計者 - 末光 績[1]
- 施工者 - 和田 計（南予の棟梁）
- 所有者 - 末光 操（末光積の三男・深海の妻）[2][3]

## 営業情報
レストラン ビストロOJI
- 完全予約制 - 電話にて日時相談が必要

## 文化財
登録有形文化財（建造物）
ビストロOJI (末光家住宅)
登録年月日:2002年（平成14年）2月14日、種別:住宅/建築物、登録基準:国土の歴史的景観に寄与しているもの。
年代:1924年（大正13年）建築、木造2階建、スレート葺、建築面積117m2。

## 交通
鉄道
- JR中央線、総武線 - 荻窪駅下車、徒歩15分
- 東京メトロ丸ノ内線 - 荻窪駅下車、徒歩15分

## ギャラリー
- 東側公道より出入口と建物を見る（2016年10月撮影）
- 南東交差点より南・東外観を見る（2016年10月撮影）
- 南側公道より南側外観を見る（2016年10月撮影）